# Кондрашов Олександр Миколайович
Кондрашов Олександр Миколайович (нар. 12 серпня 1974, Київ, УРСР) — Начальник Управління Державної аудиторської  служби України з 2023 року по теперішній час; 1998-2023 р.р. - Державна податкова служба України; державний і громадський діяч, політик,  екс-голова Ради політичної  Партії місцевого самоврядування. Державний радник податкової та митної справи III рангу. Науковець, Доктор наук з державного управління, професор кафедри політології Київського національного університету імені Т.Г. Шевченко. Сертифікований бізнес-коуч. Член міжнародної професійної асоціаціі коучів і тренерів.  Екс- президент  Європейської та Української федерації Універсального бою.

## Біографія
Народився 12 серпня 1974 році у Києві. Батько — Микола Миколайович Кондрашов, інженер Жулянського машинобудівного заводу в Вишневому, мати — Кондрашова Тамара Олександрівна — педіатр у Центральній лікарні Києва.

## Освіта
1991—1996 рр. — Київський міжнародний університет цивільної авіації, спеціальність «маркетинг у виробничій сфері». 1998—2002 рр. — Академія Державної податкової служби України, «правознавство».

## Основні напрямки роботи
1997-2005 р.р.- служба в органах податкової міліціі Державної податкової служби Украіни.
2005 — 2006 рр. — керівник відділу Апарату Ради національної безпеки і оборони України.
2006-2008р. р. — перший заступник начальника управління податкової міліції Державної податкової адміністраціі у м. Києві ( полковник податкової міліціі).
2008—2011 рр. — начальник Державної податкової інспекціі у Голосіївському районі м. Києва.
2011-2013 р. р. —  перший  заступник голови Державної податкової служби у Київській області.
2013–16 березня 2014 рр. — начальник Головного управління Міністерства доходів і зборів Украіни  в Автономній Республіці Крим, тобто керував установою під час окупації півострова. Проте, Міндоходів АР Крим, під час початку окупації, і під його керівництвом, до останнього тримало на верхівці будівлі український прапор[джерело?].
2014- 2017 р.р. — професор кафедри місцевого самоврядування Академіі муніціпального управління м. Київ.
2017-2021 р.р. — генеральний директор компанії IEG Gmbh Німеччина.
2021- 2023 р.р. - заступник директора Департаменту податкового адміністування Державної податкової служби Украіни.
03.10.2022 р. — по теперішній час — професор кафедри політологіі Київського національного університету ім. Т.Г. Шевченко.
11.10.2022р. — по теперішній час — сертифікований бізнес-коуч; член міжнародної асоціаціі коучів.
18.04.2023- по теперішній час - начальник Департаменту Державноі аудиторськоі служби Украіни.

## Наукова діяльність
Доктор наук із державного управління. Професор кафедри політологіі Київського національного університету ім. Т.Г. Шевченко.
2003 р.-  Кандидат економічних наук
2009 р.-  Доктор наук з державного управління.
2011 р.- Доцент  кафедри державного управління та місцевого самоврядування.
Автор 5 наукових монографій із сфери публічного та муніципального управління, зокрема:
«Промисловість в національній інноваційній системі України» 2005 р.,
«Промислова політика в Україні: теорія, методологія, практика управління» 2008 р.,
«Державна підтримка та податкове регулювання підприємницької діяльності в Украіні» ( співавтор д.е.н Б.М. Данілішин);
«Шляхи формування та розвитку самодостатніх суб'єктів муніципального руху: європейські виміри та орієнтири» 2013 р.
«Трансформація публічного управління в умовах розвитку інформаційного суспільства та глобалізаційних процесів: вітчизняний та закордонний досвід», 2016р.
Автор 3 навчальних посібників:
«Фінанси підприємств з основами економічних досліджень» 2009 р.,
«Економіка підприємства» 2010 р.,
«Менеджмент у системі органів державної влади та місцевого самоврядування» 2013 р.
http://irbis-nbuv.gov.ua/cgi-bin/irbis_nbuv/cgiirbis_64.exe?Z21ID=&I21DBN=EC&P21DBN=EC&S21STN=1&S21REF=10&S21FMT=fullwebr&C21COM=S&S21CNR=20&S21P01=0&S21P02=0&S21P03=A=&S21COLORTERMS=1&S21STR=Кондрашов%20О$

## Політична діяльність
20 червня 2015 р. Олександр Кондрашов був обраний головою Ради політичної партіі Партія місцевого самоврядування. 24 вересня 2015 р. на X позачерговій конференції Київської міської організації Політичної Партії місцевого самоврядування Олександа Кондрашова було обрано кандидатом на посаду мера Києва. За період діяльності О.Кондрашова на посаді Голови ради 2015-2021 р.р. партія привела до влади 104 депутата місцевих рад, в тому числі 7 мерів міст та сільських голів.

## Спорт
Президент  Європейської та Української спортивної  федераціі Універсального бою 2011-2017 р.р. У грудні 2011 р. Олександр Кондрашов поставив на меті перетворити універсальний бій із вузькоспеціалізованого в один із найпопулярніших видів спорту в Україні, що було відзначено Міністерством молоді та спорту України.
Протягом 2013 р. збірна команда України з універсального бою взяла участь у 4 чемпіонатах світу та 4 чемпіонатах Європи, а у жовтні 2014 р., молодіжна збірна України стала чемпіоном світу під час міжнародних змагань з єдиноборств, що відбулися в Туреччині.

## Родина
Одружений, батько трьох дітей.

## Відзнаки
Указом Президента України від 14.12.2013 р. № 682/2013 «Про присвоєння спеціальних звань» державному раднику податкової служби III рангу Олександру Кондрашову присвоєно спеціальне звання державного радника податкової та митної справи III рангу.
За високі професійні досягнення Указом Президента України від 26.06.2006 р. № 578 Олександру Кондрашову присвоєно почесне звання «Заслужений економіст України».